# Rourea krukovii
Rourea krukovii é uma espécie  de planta com flor pertencente à família Connaraceae.
A autoridade científica da espécie é Steyerm., tendo sido publicada em Publications of the Field Museum of Natural History, Botanical Series 22(3): 142. 1940.

## Brasil
Esta espécie  é nativa e não endémica do Brasil, podendo ser encontrada na Região Norte. Em termos fitogeográficos pode ser encontrada no domínio da Amazônia.
Não ocorrem táxons infra-específicos no Brasil.